# Merianina puberula
Merianina puberula är en tvåvingeart som först beskrevs av Franz Lengersdorf 1944.  Merianina puberula ingår i släktet Merianina och familjen sorgmyggor. Inga underarter finns listade i Catalogue of Life.